# Ditrichum schimperi
Ditrichum schimperi là một loài rêu trong họ Ditrichaceae. Loài này được Lesq. Kuntze mô tả khoa học đầu tiên năm 1891.